# Robert Hemmerdinger
Ne doit pas être confondu avec Bertrand Hemmerdinger.
Robert Hemmerdinger (6 octobre 1918 à Pékin (Chine) - 8 octobre 2004 en Espagne) est un résistant français, ancien de l'OAS, Il a vécu ensuite en Israël, où il est proche de l'ex-Irgoun de Menahem Begin. Il fonde le Cercle national des français juifs du Front national en 1986 puis devient Conseiller régional  du FN d'Île-de-France (1992-1998).

## Biographie
Né à Pékin en Chine dans une famille juive alsacienne, originaire de Scherwiller,, il est le cousin de Guy Carcassonne, de Laurent Fabius et descend du capitaine Alfred Dreyfus. Il passe son enfance à Montfermeil et étudie à l'École supérieure de commerce de Paris.
Il s'engage dans la Résistance pendant la Seconde Guerre mondiale, se rendant à Londres dès le 1er juillet 1940, et combattant notamment aux côtés de Jean-Baptiste Biaggi. Il fut le chef de la Sécurité militaire à Sigmaringen entre 1944 et 1945, spécialement affecté à la recherche des criminels de guerre. Hemmerdinger fut décoré de la médaille de la Résistance, de la Légion d'honneur, et de la croix du combattant volontaire.
Mobilisé en 1946, il participe à la guerre d'Indochine, puis d'Algérie, où il obtient la croix de guerre TOE. Militant actif de l'Algérie française, il est arrêté et inculpé en 1962 en compagnie d'autres membres de l'OAS, pour « atteinte à la sureté de l'État ». Il tenta de s'emparer de la Caravelle qui le remmenait à Paris. Interné à la prison de la Santé, il y fit la connaissance de Pierre Sidos.
Il vécut ensuite en Israël, où il fut proche de l'ex-Irgoun et de Menahem Begin. Proche d'Olivier d'Ormesson et de Pierre Descaves, Robert Hemmerdinger est candidat sous les couleurs du Front national aux élections européennes de 1984 ; l'année suivante, il s'engage au parti de Jean-Marie Le Pen. Hostile à l'orientation du CRIF et de la LICRA, il fonde en 1986 le Cercle national des Français juifs qui revendiquait encore à la fin des années 1990 un millier d'adhérent, et qui est depuis présidé par Jean-Charles Bloch.
Au sujet de ce dernier, il déclara dans un entretien à L'Événement du jeudi : « ma doctrine est simple : les ennemis de mes ennemis sont mes amis. [Mes ennemis sont] les Palestiniens, bien sûr ! […] Jean-Marie Le Pen est le seul homme politique à avoir demandé la fermeture du bureau de l'OLP à Paris ». De 1992 à 1998, il est élu conseiller régional d'Île de France et fut l'un des premiers à dénoncer l'affaire des marchés publics d'Île-de-France : siégeant à la commission d'appel d'offres à la mise en place du METP, il déposa une requête au tribunal administratif dès 1992, et obtiendra du Conseil d'État l'annulation des six marchés frauduleux en octobre 1997. Il dirigeait par ailleurs une petite entreprise de textile en région parisienne.